# Nucleoside-gemodificeerd mRNA
Nucleoside-gemodificeerd mRNA (modRNA) is een synthetisch, chemisch gemodificeerd  boodschapper-RNA (mRNA) waarin afzonderlijke nucleosiden zijn vervangen door gemodificeerde natuurlijke nucleosiden of door synthetische nucleoside-analogen. ModRNA wordt experimenteel of therapeutisch gebruikt om de productie van een gewenst  eiwit in bepaalde  cellen te induceren. De meestgebruikte modificatie is de vervanging van het nucleoside uridine door pseudo-uridine, zoals ontwikkeld door Katalin Karikó en haar team. Een belangrijke toepassing van modRNA is het gebruik in COVID-19-vaccins. 
Boodschapper-RNA wordt geproduceerd door de synthese van een  RNA-molecuul op basis van een deel van de genetische code van een DNA-molecuul. Dit proces wordt  transcriptie genoemd. Het mRNA wordt vervolgens gelezen op ribosomen en dient op zijn beurt als code voor de synthese van eiwitten, door hun aminozuurvolgorde te specificeren. Deze tweede stap in de biosynthese van eiwitten heet  translatie.

## Werkingsmechanisme
Cellen kunnen worden aangezet tot het aanmaken van eiwitten die zij normaal niet produceren, door modRNA te gebruiken waarvan de nucleotidensequentie codeert voor de aminozuursequentie van deze eiwitten. Het in vitro gesynthetiseerde mRNA moet vervolgens in het lichaam worden geïnjecteerd, in de juiste cellen worden opgenomen en daar worden afgelezen. Op die manier vindt de translatie plaats zonder voorafgaande transcriptie. De genetische code voor het lichaamsvreemde eiwit wordt als het ware de cellen binnengesmokkeld. Om dit doel te bereiken moeten echter systemen worden omzeild die in het lichaam aanwezig zijn om het binnendringen en de translatie van vreemd mRNA te voorkomen. Om te beginnen zijn er enzymen (ribonucleasen) die 'normaal' mRNA (niet-gemodificeerd mRNA) afbreken. Daarnaast zijn er ook intracellulaire barrières tegen vreemd mRNA. Wanneer enkelstrengs RNA (ssRNA) via de celmembraan in  endosomen wordt opgenomen, wordt het herkend door de zogenaamde Toll-like receptoren 7 en 8, die deel uitmaken van de aangeboren immuniteit. Dit leidt er uiteindelijk toe dat de eiwitsynthese in de cel wordt uitgeschakeld, dat er interferonen en cytokinen vrijkomen en dat geprogrammeerde celdood (apoptose) kan optreden via activering van de transcriptiefactoren TNF-alfa en AP-1. Dit kan worden omzeild door het systeem voor de in vitro productie van het mRNA zodanig te wijzigen dat in plaats van het lichaamseigen nucleoside uridine het soortgelijke (ook natuurlijk voorkomende) pseudouridine (Ψ) of N1-methylpseudouridine (m1Ψ) wordt ingebouwd in het mRNA-molecuul, of in plaats van cytosine het soortgelijke 5-methyl-cytosine. N1-methyl-pseudouridine en 5-methyl-cytosine komen niet in de natuur voor. Indien een mRNA een of twee van deze gemodificeerde nucleosiden bevat, leidt dit tot een verandering in de secundaire structuur, waardoor het enerzijds niet door het aangeboren immuunsysteem kan worden herkend, maar anderzijds toch een effectieve vertaling naar een eiwit mogelijk maakt. De modificatie vermindert de ontstekingsreactie dus aanzienlijk.

## Wijzigen van de nucleotidenvolgorde
Naast het gebruik van gemodificeerde nucleosiden kan modRNA ook worden aangepast door de nucleotidenvolgorde zodanig te wijzigen dat een iets ander eiwit wordt geproduceerd dan bij het natuurlijk voorkomende, 'oorspronkelijke' mRNA. Dit is bijvoorbeeld gedaan met  het coronavaccin van Pfizer en  dat van Moderna, om de stabiliteit van het eiwit te vergroten. De term 'mutatie' is in de literatuur gebruikt voor deze verandering in de nucleotidenvolgorde en dus in het eiwit. Een mutatie in de eigenlijke biologische zin, namelijk een blijvende verandering in het genetisch materiaal, vindt hier echter niet plaats.

## Betekenis van de niet-getransleerde gebieden
Een mRNA-molecuul begint en eindigt met gedeelten die niet coderen voor aminozuren van het eigenlijke eiwit. Deze sequenties aan het 3′-uiteinde en 5′-uiteinde van het molecuul worden  ongetransleerde gebieden (UTR's) genoemd. De twee UTR's zijn essentieel voor de stabiliteit van een mRNA-molecuul en voor de efficiëntie van de translatie, en daarmee ook voor de hoeveelheid geproduceerd eiwit. Door bij de synthese van een modRNA de juiste UTR's te kiezen, kan men de productie van het doeleiwit in de doelcellen optimaliseren.

## Inbrengen in de doelcellen
Als men modRNA in specifieke doelcellen wil inbrengen, stuit men op verschillende moeilijkheden. Ten eerste moet het modRNA beschermd worden tegen ribonucleasen. Dit kan bijvoorbeeld gebeuren door het in te pakken in lipide-nanodeeltjes (nano-liposomen). Een dergelijke 'verpakking' kan ook bijdragen aan de opname van het modRNA in de doelcellen. Dit is bijvoorbeeld nuttig voor gebruik in vaccins, omdat nanodeeltjes worden opgenomen door dendritische cellen en  macrofagen, die beide een belangrijke rol spelen bij de activering van het immuunsysteem. 
Verder kan het wenselijk zijn dat het gesynthetiseerde modRNA specifiek in bepaalde lichaamscellen wordt opgenomen, bijvoorbeeld wanneer men hartspiercellen wil stimuleren tot proliferatie. Voor dat doel kan het verpakte modRNA op een specifieke plaats in het lichaam worden geïnjecteerd, bijvoorbeeld rechtstreeks in de slagaders die de hartspiercellen van bloed voorzien (de kransslagaders).

## Risico's
Als het modRNA in andere cellen dan de doelcellen wordt opgenomen, kunnen ongewenste effecten optreden. Als het gecodeerde eiwit bijvoorbeeld hartspiercellen tot proliferatie moet aanzetten, maar abusievelijk ook in andere cellen wordt aangemaakt, zou dit ook in die cellen tot proliferatie kunnen leiden. Een dergelijk negatief effect is in principe tijdelijk, omdat het modRNA, ondanks zijn grotere stabiliteit in vergelijking met normaal mRNA, uiteindelijk wordt afgebroken, evenals de eiwitten die het codeert.
Het is niet waarschijnlijk dat modRNA veranderingen in het genoom van de cellen (mutaties) teweegbrengt, aangezien de genetische informatie is opgeslagen in de  chromosomen in de celkern, en modRNA in principe de celkern niet binnendringt. Daarom zijn mogelijke gevolgen van mutaties, zoals het ontstaan van kanker, niet te verwachten.

## Toepassingsgebieden
Anno 2021 is het belangrijkste toepassingsgebied van modRNA de productie van coronavaccins. Zowel het BioNtech/Pfizer-vaccin als het Moderna-vaccin maken gebruik van modRNA-technologie. Het vaccin zorecimeran van CureVac maakt daarentegen gebruik van ongemodificeerd mRNA.
Andere mogelijkheden van een gebruik van modRNA zijn de regeneratie van beschadigd hartspierweefsel en kankertherapie.